# Clara Marchetto
Clara Anna Celestina Marchetto (Pieve Tesino, 9 novembre 1911 – Parigi, 17 settembre 1982) è stata un'attivista italiana.

## Biografia
Nacque a Pieve Tesino, Trentino, allora parte della Contea del Tirolo nell'impero asburgico, da Tomaso e Delfina Broccato.
Il 2 ottobre 1933 iniziò a lavorare come maestra a Roncegno Terme, in Trentino. Nel 1935 sposò Giusto Antonio Gubitta, nato a San Stino di Livenza in provincia di Venezia, e i due si trasferirono a Genova, dove Giusto lavorava all'Ansaldo e Clara trovò impiego come maestra.
Il 21 dicembre 1940 il Tribunale Speciale per la Difesa dello Stato di Roma, con la sentenza n. 201, condannò i due coniugi e altri 25 imputati per spionaggio militare. In particolare, avrebbero consegnato i progetti della corazzata Littorio ad agenti del Deuxième bureau francese.
I due vennero condannati all'ergastolo: Giusto fu inviato sull'isola di Santo Stefano e Clara nel carcere circondariale femminile di Perugia. Verrà scarcerata dalle truppe anglo-americane il 19 giugno 1944 e prontamente farà ritorno a Pieve Tesino, paese natale anche di Alcide Degasperi.
Qui divenne attivista dell'ASAR, Associazione Studi Autonomistici Regionali e nell'ultimo congresso dell'associazione ne propose la trasformazione in una costola trentina dell'SVP, il partito autonomista sudtirolese. Nacque così il Partito del Popolo Tirolese Trentino, che si presentò alle elezioni regionali del 28 novembre 1948 ottenendo il 16,83 %, pari a 33 137 voti.
Clara Marchetto, tuttavia, benché eletta con 1 149 preferenze, non poté esercitare il suo ruolo di Consigliere regionale e il 1 febbraio 1949 le subentrò Cornelio Ropelato, primo dei non eletti. La condanna del tribunale fascista, infatti, risultava ancora valida. E anziché essere considerata, mutato il clima politico, un merito, essa fu per la Marchetto motivo di interdizione politica prima e di esilio poi.
Già attaccata prima dell'elezione, ad esempio dall'esponente del Partito Liberale e storico prof. Umberto Corsini, dopo fu oggetto di una violenta campagna a mezzo stampa, soprattutto ad opera di Flaminio Piccoli, allora astro nascente della Democrazia Cristiana, che lei arrivò a denunciare. L'8 gennaio 1949 i giornali diedero notizia che la Marchetto era stata minacciata di morte da parte di alcuni marinai superstiti di siluramenti durante la seconda guerra mondiale. Lei rispose a mezzo stampa di essere stata incarcerata un mese prima che l'Italia entrasse in guerra.
L'11 gennaio 1949 si tenne la prima e unica udienza del processo di diffamazione intentato dalla Marchetto contro Piccoli. La Marchetto infatti, non avendo mai chiesto la revisione del processo, venne arrestata il 1º febbraio 1949 con la motivazione che era stata messa in libertà in maniera illegale, e ricondotta presso il carcere di Perugia.
Nel novembre 1949 venne messa a piede libero, in attesa della revisione del processo. Nel frattempo, Piccoli venne assolto dall'accusa di aver offeso la reputazione della Marchetto e lei condannata al pagamento delle spese processuali. Nel 1950 la Marchetto espatriò ad Innsbruck, poi in Tunisia e in Francia. Nel 1951 il parlamentare Giovanni Alliata di Montereale presentò un'interrogazione al Ministro degli Esteri per sapere se "la nota spia Clara Marchetto" fosse espatriata clandestinamente, o con regolare passaporto.
Nel 1953, a seguito del riesame del processo, venne condannata a 15 anni e 4 mesi di carcere per rivelazione di segreti di Stato e partecipazione a complotto politico. Rimase tuttavia a Parigi fino alla morte, nel 1982, rientrando in patria per la prima volta solo nel 1979, dopo che nel 1972 la pena le era stata condonata.
In quell'anno, il 1979, venne pubblicato il suo libro Non c'è storia del Trentino senza il Tirolo.